# 武藏藤澤站
武藏藤澤站（日语：／ Musashi-fujisawa eki */?）是一個位於埼玉縣入間市下藤澤，屬於西武鐵道池袋線的鐵路車站。車站編號是SI21。

## 車站結構
對向式月台2面2線的地面車站，設有跨站式站房。站舍改建為跨站式後新開設了東口。各月台與閘機層、閘機層與東西的出入口之間各自設有升降機、扶手電梯聯絡。廁所位於2樓閘內，併設多機能廁所。新站舍開始使用時，上行月台也開設了候車室。繼下井草站後，西武鐵道也設立了第二個太陽能發電系統。在西武鐵道東口首度設置太陽能與風力混合發電型街燈。

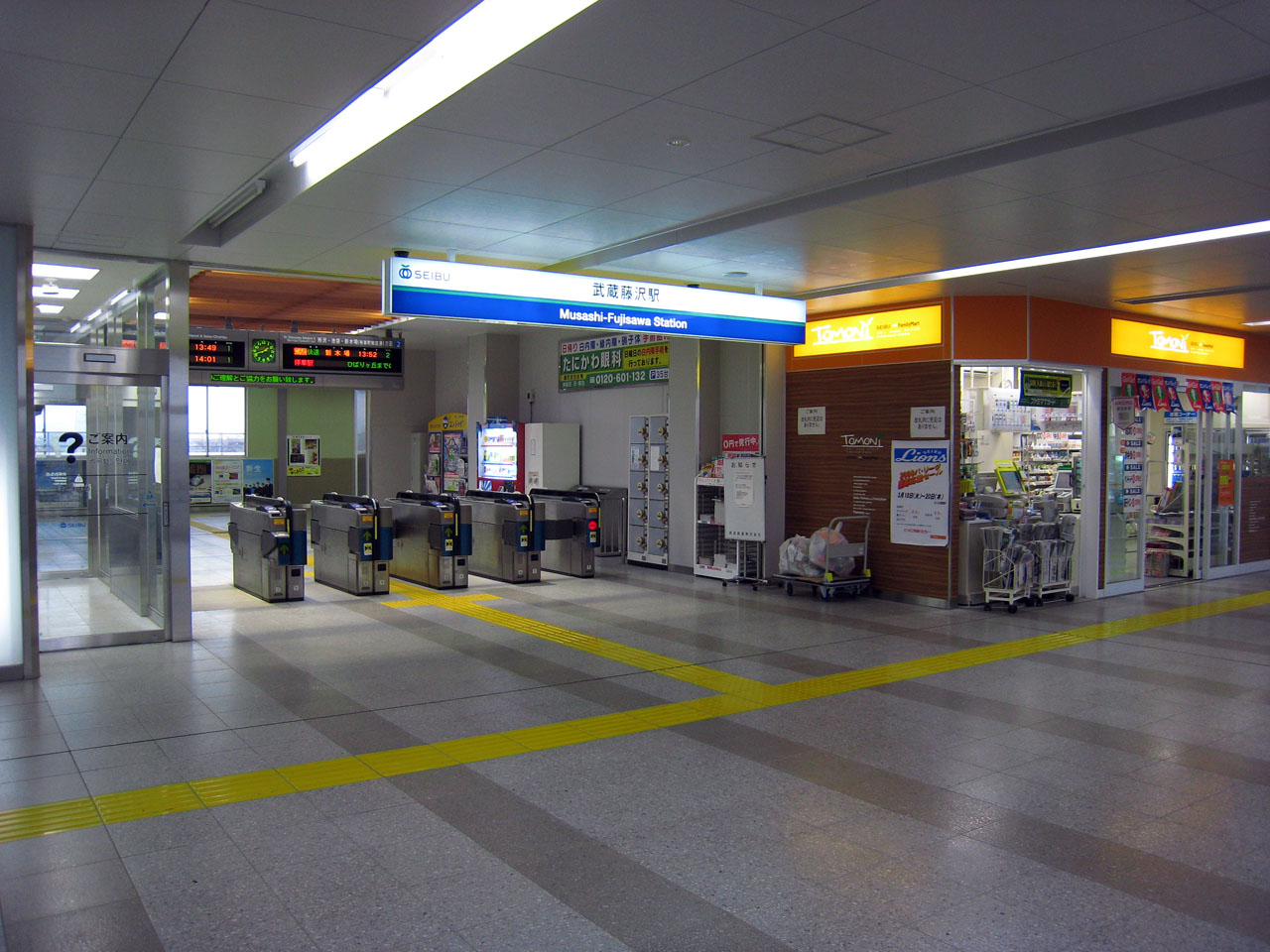
閘口。右側為TOMONY。
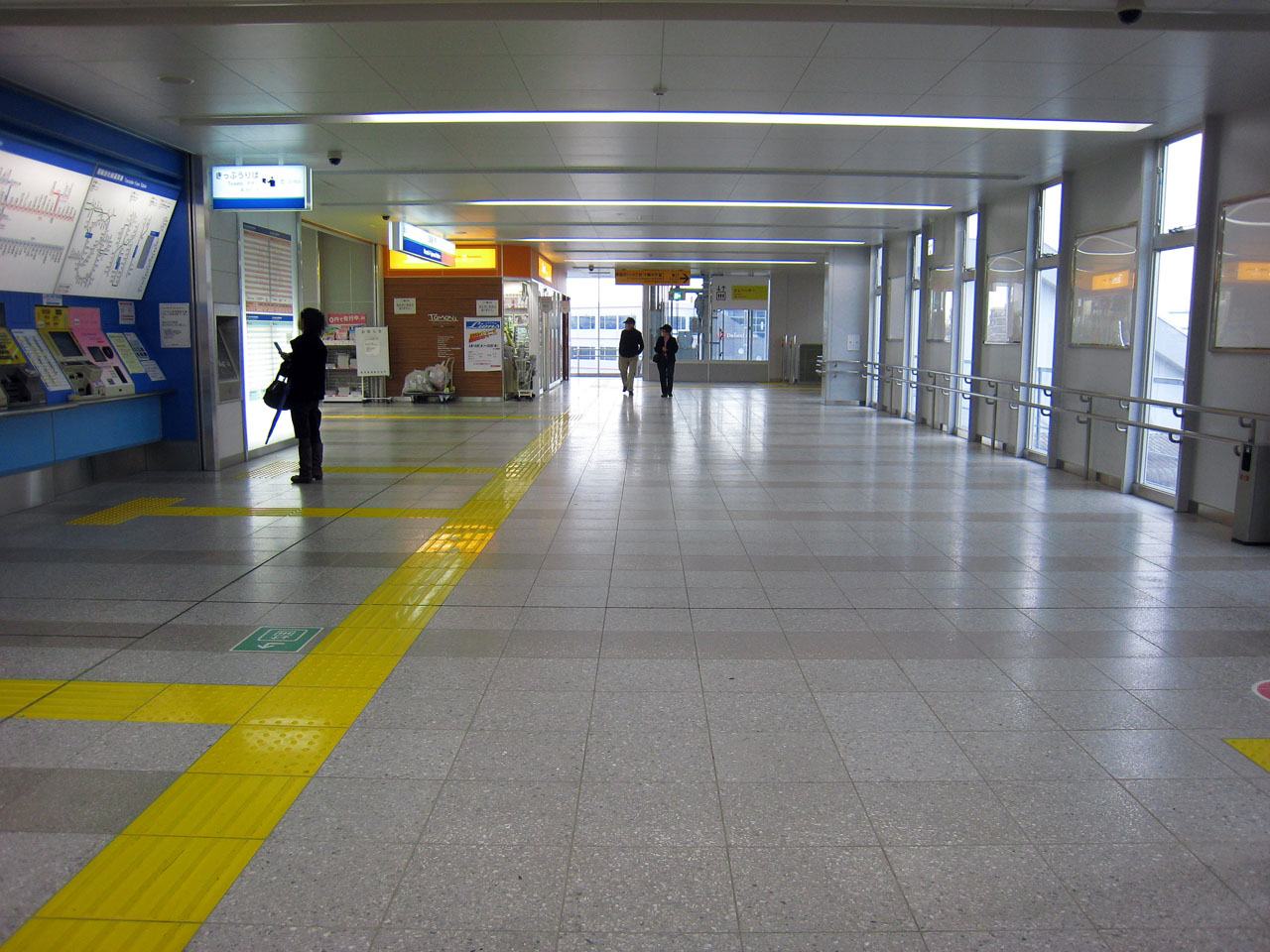
東西自由通道（西口側望）。

### 月台配置
| 月台 | 路線   | 方向 | 目的地                             |
| ---- | ------ | ---- | ---------------------------------- |
| 1    | 池袋線 | 下行 | 飯能、西武秩父方向                 |
| 2    | 池袋線 | 上行 | 所澤、池袋、新木場、澀谷、橫濱方向 |

## 使用情況
2016年度1日平均上下車人次為24,439人。西武鐵道全部92個車站當中排行第47位。
近年1日平均上下車人次以及上車人次的推移如下表。
| 年度               | 1日平均 上下車人次 | 1日平均 上車人次 |
| ------------------ | ------------------ | ---------------- |
| 2003年（平成15年） | 21,561             |                  |
| 2004年（平成16年） | 21,042             |                  |
| 2005年（平成17年） | 21,331             |                  |
| 2006年（平成18年） | 21,418             |                  |
| 2007年（平成19年） | 21,761             |                  |
| 2008年（平成20年） | 23,379             |                  |
| 2009年（平成21年） | 23,054             |                  |
| 2010年（平成22年） | 22,690             |                  |
| 2011年（平成23年） | 22,412             |                  |
| 2012年（平成24年） | 22,837             |                  |
| 2013年（平成25年） | 23,599             |                  |
| 2014年（平成26年） | 23,583             |                  |
| 2015年（平成27年） | 24,190             |                  |
| 2016年（平成28年） | 24,439             |                  |

## 相鄰車站
西武鐵道

 池袋線
■快速急行
通過
■急行、■通勤急行、■快速、■準急、■各站停車（通勤急行只限上行運行）
狹山之丘（SI20）－武藏藤澤（SI21）－稻荷山公園（SI22）

## 外部連結
- 武藏藤澤 - 西武鐵道